# Георгиос Папуляс
Георгиос Папуляс (на гръцки: Γεώργιος Παπούλιας) е гръцки дипломат, външнен министър на Гърция през 1989 и 1990 г.

## Биография
Георгиос Папуляс е роден е роден през 1927 година. Завършва право в Атинския университет и икономика във Висшето училище за икономика и търговия в Атина. Отслужва военната служба през 1950-1951 г., след което през 1955 г. постъпва в Министерството на външните работи на Гърция. Като кариерен дипломат служи в посолствата в Делхи и Бон и в постоянното представителство към международните организации в Женева. Посланик във Франция (от 1971 г.), постоянен представител в ООН в Ню Йорк (1974-1979), посланик в Турция и САЩ (от 1983 г.)
През октомври-ноември 1989 г. и февруари-април 1990 г. той на два пъти за кратко е министър на външните работи на Гърция в служебните кабинети на Янис Гривас и Ксенофон Золотас.
Георгиос Папуляс се самоубива през септември 2009 г. след сериозни здравословни проблеми.